# Nasief Morris
Nasief Morris (nascut el 16 d'abril de 1981 a Ciutat del Cap) és un futbolista sud-africà que juga actualment a l'Apollon Limassol.